# Síndrome de Noonan con múltiples lentigos
El Síndrome de Noonan con múltiples lentigos o síndrome LEOPARD, también llamado lentiginosis múltiple, es una rara enfermedad de origen genético y transmisión hereditaria según un patrón autosómico dominante.  La entidad fue individualizada en el año 1961.

## Denominación
El término LEOPARD es un acrónimo formado por las iniciales en inglés de las principales manifestaciones (Lentigenes, Electrocardiographic conduction abnormalities, Ocular hypertelorism, Pulmonary stenosis, Abnormal genitalia, Retarded growth, Deafness).
A este síndrome actualmente se le ha dejado de denominar como síndrome de Capute-Rimoin-Konigsmark-Esterly-Richardson o síndrome de Moynahan.
No debe confundirse con el síndrome de Gorlin-Goltz, que es una hipoplasia dérmica focal; o con el síndrome de Gorlin que es el síndrome del carcinoma nevoide basocelular.

## Epidemiología
Se desconocen las tasas exactas de prevalencia e incidencia del síndrome de Noonan con lentigos múltiples (NSML). Se han descrito unos 300 casos. Se ha reportado un ligero predominio en varones.

## Causas

Síndrome autosómico dominante por mutación del gen PTPN11 en el cromosoma 12 (12q24), que asocia lentiginosis múltiple y anomalías extracutáneas.

## Cuadro clínico
La enfermedad aparece en la infancia, los principales síntomas son: lunares múltiples, anomalías en la conducción cardiaca observables en el electrocardiograma, excesiva separación entre los ojos (hipertelorismo), estenosis de la válvula pulmonar, órganos genitales anómalos, alteraciones de la musculatura del corazón (miocardiopatía obstructiva), retraso en el ritmo de crecimiento y sordera neurosensorial.

## Pronóstico
La expectativa de vida de los pacientes afectados está limitada principalmente por los problemas cardiacos, aunque la gravedad de los síntomas es muy variable, la miocardiopatía hipertrófica está presente en el 80% de los pacientes, mientras que la estenosis pulmonar solo aparece en alrededor del 15% de los casos.